# Palace Hotel da Curia

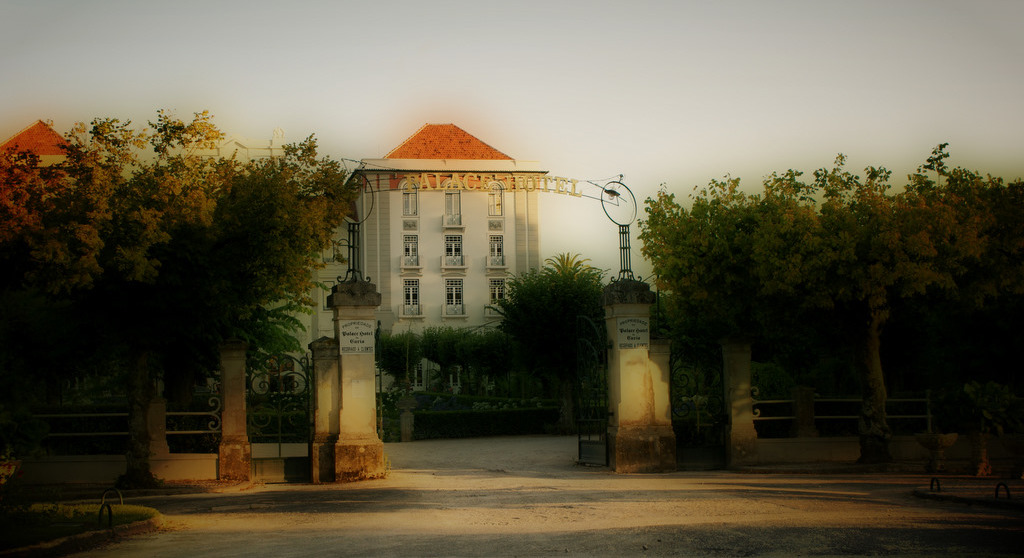

O Palace Hotel da Curia localiza-se na Curia, na atual freguesia de Tamengos, Aguim e Óis do Bairro, no Município de Anadia, Distrito de Aveiro, em Portugal.
O Palace Hotel da Curia faz parte de um conjunto arquitetónico que inclui o Chalet Navega (ou Chalet das Rosas), a Capela da Senhora do Livramento, a Piscina Paraíso e garagem e jardins envolventes classificado como Conjunto de Interesse Público.

## História
O primitivo edifício do Palace Hotel foi adquirido por Alexandre de Almeida em outubro de 1921.
Sofreu expressiva intervenção de reforma, com projeto de autoria do arquiteto Manuel Joaquim Norte Júnior a partir de 1922, vindo a ser inaugurado em 1926. Norte Júnior era, já no início da década de 1920, um profissional de renome, com importantes projetos na cidade de Lisboa, como os da Casa Malhoa/Museu Anastácio Gonçalves (1905), a que mais tarde foi atribuído o Prémio Valmor, da Voz do Operário (1913) e do Café "A Brasileira" (1922).
Os trabalhos iniciaram-se pela construção de uma ala que fechou o "U" originalmente formado pela planta e valorizou consideravelmente a fachada que dava para a avenida da Estação. Esta etapa estendeu-se até 1924. Nos dois anos seguintes, a edificação do corpo norte, com a entrada nobre, veio redimensionar a perspectiva e monumentalidade do edifício.
Em 1928 foram erguidas, nos terrenos do Hotel, a Capela de Nossa Senhora do Livramento e a garagem.
Atualmente pertence à companhia de hotéis Alexandre de Almeida.

## Características
As observações gerais efectuadas por José Augusto França à generalidade do trabalho de Norte Júnior aplicam-se com propriedade também a este hotel: "corrente afrancesada de luxo", "fachadas que estilizavam ordens clássicas", "não desdenhava incursões na 'arte déco'". Para M. Ludovice Paixão "O edifício revela um compromisso - caracterizador da obra do arquitecto - entre a arquitectura ecléctica, de tradição académica, e a Arte Nova, usada de forma contida, num epidérmico sentido decorativo, em vitrais, ferros forjados, ornatos escultóricos inspirados em motivos vegetais, linhas (...) ondulantes."
O gosto do arquitecto pelas composições assimétricas, encontra-se patente nos dois torreões da fachada principal, que apresentam volumetrias diferentes. Mas esta característica pode relacionar-se também com a necessidade de articulação com os blocos preexistentes.
Os requintes decorativos observam-se nos trabalhos de cantaria e de estuque, nas colunas de inspiração clássica, nos ferros forjados, nos vitrais, etc. O amplo hall de entrada é marcado pela grandiosa escadaria em caracol, pelo elevador e pela elegante varanda do andar superior. O cuidado de Norte Júnior chegou aos pormenores, como é o caso do relógio Paul Garnier, que consta dos alçados desenhados por si.

## A piscina Paraíso
A inauguração da piscina Paraíso em 1934 marcou o apogeu da atividade desportiva do Palace Hotel, que nesta década desfrutou de repercussão nacional. Constituiu-se da primeira piscina de dimensões olímpicas no país, o que à época correspondia a 33 x 18 metros.
As termas da Curia sempre apresentaram apetência para o desporto, nomeadamente o ciclismo, o basquete, o ténis e, mais tarde, a natação, quando o Hotel encomendou o projeto de uma piscina de dimensão olímpica ao arquiteto Raul Martins.
Este projecto inseria-se num linha arquitectónica modernista. Com a configuração estilizada de um transatlântico, estava provida de um alargado conjunto de serviços e equipamentos: torre de saltos, bancadas, solários, restaurante, bar, dancing, chuveiros, duches e banhos de imersão de água quente e fria, cabines para senhoras e cavalheiros, gabinetes privados para massagens, cabeleireiro, barbeiro, manicure e rouparia.